# VN30 Equal Weight index
VN30 Equal Weight Index (còn gọi là VN30 theo tỷ trọng đều) được thành lập vào ngày 15/04/2016 do công ty Phoenix Global Wealth Management hợp tác với công ty S&P
Dow Jones Indices . Chỉ số này theo dõi diễn biến của 30 cổ phiếu có vốn hóa và thanh khoản lớn nhất được niêm yết trên Sở Giao dịch Chứng khoán Thành phố Hồ Chí Minh. Đây là chỉ số phản ánh đúng thị trường Việt Nam, bên cạnh VN Index và VN30 Index, và còn là chỉ số có thể đầu tư được, giải quyết được các vấn đề về thanh khoản cũng như tỷ lệ sở hữu phù hợp cho các nhà đầu tư nước ngoài.

## Điều kiện tham gia
Cổ phiếu đủ điều kiện tham gia vào chỉ số VN30 Equal Weight phải là cổ phiếu phổ thông được niêm yết trên sàn HOSE và không thuộc một trong các diện sau:
- Diện bị cảnh báo, bị kiểm soát, bị tạm ngưng giao dịch trong vòng 03 tháng tính đến thời điểm xem xét
- Có thời gian niêm yết và giao dịch trên HOSE dưới 06 tháng. Đối với cổ phiếu mới niêm yết có giá trị vốn hóa hằng ngày bình quân trong kỳ xem xét lớn thuộc top 5 trong danh mục thì thời gian niêm yết và giao dịch là dưới 03 tháng.

## Quy tắc lựa chọn[1]
Các cổ phiếu thành phần trong VN30 Equal Weight được chọn lọc dựa trên 3 tiêu chí quan trọng: mức vốn hóa, mức thanh khoản, tỷ lệ thả nổi cổ phiếu, ngoài ra các mã này
phải được niêm yết trên sàn HOSE. Các cổ phiếu sau khi được chọn sẽ được cho tỷ trọng bằng nhau là 1/30. Tỷ trọng sẽ thay đổi trong kỳ tuy nhiên mức 1/30 sẽ được thiết lập lại vào mỗi kỳ điều chỉnh.
Các bước sàn lọc để chọn ra cổ phiếu tiêu chuẩn:
B1: Sàng lọc theo giá trị vốn hóa
Các cổ phiếu niêm yết trên sàn HOSE được sắp xếp theo thứ tự giá trị vốn hóa giảm dần chưa điều chỉnh free-float. 50 cổ phiếu có giá trị vốn hóa cao nhất từ trên xuống sẽ được chọn
B2: Sàng lọc theo tỷ lệ free-float
Các mã có tỷ lệ free-float {\displaystyle \leq }5% sẽ bị loại
B3: Sàng lọc về thanh khoản
Tập hợp các cổ phiếu còn lại sau bước 2 được xếp theo thứ tự giảm dần về giá trị giao dịch bình quân hàng ngày trong 6 tháng.
- Cổ phiếu đứng ở vị trí thứ 20 trở lên chắc chắn có mặt trong chỉ số
- Cổ phiếu ở vị trí từ 41 trở xuống sẽ bị loại
- Cổ phiếu ở vị trí từ 21-40: ưu tiên cổ phiếu cũ (đã có mặt trong chỉ số) sau đó xét đến cổ phiếu mới sao cho đủ số lượng 30 cổ phiếu

Sau quá trình sàng lọc, top 30 cổ phiếu sẽ có mặt trong rổ chỉ số VN30 Equal Weight, 10 mã cổ phiếu tiếp theo sẽ được đưa vào danh mục cổ phiếu dự phòng được sử dụng trong trường hợp thay thế các mã bị loại bỏ khỏi rổ vào kỳ xem xét.

## Xem xét định kỳ
Chỉ số sẽ trải qua quá trình điều chỉnh danh mục vào mỗi nữa năm (tháng 01 và tháng 07). Khi đó, các cổ phiếu mới sẽ được thêm vào và các cổ phiếu hiện tại không còn đáp ứng được tiêu chí đề ra sẽ bị loại. Tuy nhiên, hàng quý vào tháng 04 và tháng 10, chỉ số vẫn được điều chỉnh tỷ trọng của các cổ phiếu thành phần về mức bằng nhau trở lại.

## Các phiên bản
Chỉ số VN30 Equal Weight bao gồm 4 phiên bản, theo chỉ số giá (Price Return) và theo tổng lợi nhuận (Total Return) bao gồm cả giá và cổ tức cho hai nhóm tiền tệ là VND và USD.
- VN30 Equal Weight Price Return VND Index
- VN30 Equal Weight Total Return VND Index
- VN30 Equal Weight Price Return Index
- VN30 Equal Weight Total Return Index